# Olutanga (Zamboanga Sibugay)
Olutanga ist eine philippinische Stadtgemeinde in der Provinz Zamboanga Sibugay. Sie liegt im Westen der gleichnamigen Insel Olutanga und hat 33.671 Einwohner (Zensus 1. August 2015).

## Barangays
Olutanga ist politisch in 19 Barangays unterteilt.
| - Bateria - Calais (Kalines) - Esperanza - Fama - Galas - Gandaan - Kahayagan - Looc Sapi - Matim - Noque | - Pulo Laum - Pulo Mabao - San Isidro - San Jose - Santa Maria - Solar (Pob.) - Tambanan - Villacorte - Villagonzalo |